# Mozartella beethoveni
Mozartella beethoveni (лат.) — вид паразитических наездников семейства Encyrtidae из подотряда Стебельчатобрюхие отряда Перепончатокрылые насекомые. Род назван в честь композитора Моцарта, а вид — в честь Бетховена. Встречаются в Австралии (Квинсленд). Предположительно выведены из галлов растений. Мандибулы с двумя зубцами. Голова и грудь покрыты тёмными волосками. Нотаули на мезоскутуме отсутствуют. По своему строению Mozartella beethoveni близки к родам Pseudeciroma и Acerophagus (триба Aphycini, подтриба Aphycina).